# مرزهای اسرائیل

نقشه مرزهای اسرائیل و سرزمین‌های اشغالی

مرزهای اسرائیل، نتیجه جنگ‌های گذشته و توافق‌های دیپلماتیک بین اسرائیل و همسایگانش و همچنین نتیجه توافق‌های بین امپراتوری‌های استعماری حاکم بر منطقه، قبل از ایجاد اسرائیل است. تنها دو مورد از مجموع پنج مرز زمینی احتمالی اسرائیل در سطح بین‌المللی به رسمیت شناخته شده و غیرقابل مناقشه هستند، در حالی که سه مرز دیگر همچنان مورد مناقشه قرار دارند. اکثر اختلافات مرزی این کشور، ریشه در تغییرات سرزمینی ناشی از جنگ ۱۹۶۷ اعراب و اسرائیل دارد؛ جایی که اسرائیل بخش‌های زیادی از سرزمین‌های دشمنان خود را اشغال کرد. دو مرز رسمی و تأیید شده اسرائیل با مصر و اردن از زمان پیمان صلح ۱۹۷۹ مصر و اسرائیل و پیمان صلح ۱۹۹۴ اسرائیل و اردن وجود دارد؛ در حالی که مرزهای آن با سوریه (از طریق خط بنفش)، لبنان (از طریق خط آبی) و فلسطین (از طریق خط سبز؛ شامل سرزمین‌هایی اشغالی که به صورت قانونی به عنوان بخشی از فلسطین، به رسمیت شناخته شده است) همچنان در سطح بین‌المللی به عنوان مورد مناقشه، تعریف شده‌اند.
بر اساس خط سبز مورد توافق در قراردادهای آتش‌بس ۱۹۴۹، مرزهای اسرائیل با لبنان از شمال، بلندی‌های جولان متعلق به سوریه در شمال شرق، اردن و کرانه باختری در شرق و مصر و نوار غزه در جنوب غرب، مشخص شده است. مرز اسرائیل با مصر، مرز بین‌المللی است که در سال ۱۹۰۶ بین بریتانیا و امپراتوری عثمانی مشخص شد و در پیمان صلح ۱۹۷۹ مصر و اسرائیل، تأیید شد. مرز اسرائیل با اردن، بر اساس مرزی است که در یادداشت ۱۹۲۲ امارت ماوراء اردن تعریف شده و در پیمان صلح ۱۹۹۴ اسرائیل و اردن، تأیید شده است.